# 레버 하우스
레버 하우스(영어: Lever House)는 뉴욕 미드타운 맨해튼 인근 파크가 390번지에 있는 95m 높이의 사무실 건물이다. 1950년에 짓기 시작해 1952년에 완공된 이 건물은 스키드모어, 오윙스 & 메릴 (SOM)의 고든 번샤프트와 나탈리 드 블루아가 20세기 현대 건축 스타일인 국제주의 양식으로 설계하여 만들어졌다. 이 건물은 원래 영국의 유니레버의 자회사인 비누회사 레버 브라더스의 본사이기도 했다.
레버 하우스는 총 21층으로 되어 있으며 건물의 꼭대기에는 3중 높이의 기계 구역이 있다. 1층에는 일반 시민들이 이용할 수 있는 안뜰과 공용 공간이 있어 전체적으로 트여있으며, 2층 포디엄 위엔 야외 광장(옥상정원)이 조성되어 있다. 나머지 층은 북쪽의 4분의 1을 차지하는 평평한 판으로 설계되어 있다. 레버 하우스의 내부의 크기는 약 24,000 m2로 맨해튼 미드타운의 다른 오피스 빌딩보다 훨씬 작다.
레버 하우스가 완공되자 미드타운의 파크가는 평범한 석조 아파트 건물이 있는 거리에서 국제 양식 건물이 있는 거리로 바뀌었다. 전 세계적으로 여러 건축물들이 레버 하우스의 건축 디자인을 모방하기도 했다. 레버 하우스는 오로지 레버 브라더스사만 사용하였으며, 비교적 작은 크기로 인해 더 큰 고층 건물로 재개발하자는 제안이 있었다. 1980년대에 미국의 부동산 회사인 피셔 브라더스가 40층짜리 건물을 제안하면서 거의 철거될 뻔 했으나 그 후, 1982년 뉴욕시 지정 랜드마크로 간신히 승인되었고, 이듬해 국립 사적지에 추가되었다. 1997년에 유니레버는 대부분의 사무실을 다른 곳으로 이전했으며, 애비 로젠의 RFR 리얼티가 레버 하우스를 인수했다. 2000년부터 2001년까지 SOM이 건물을 개조한 후 레버 하우스는 여러 임차인이 거주하는 표준 사무용 건물로 사용되었고 2020년엔 또 다시 보수 공사를 했다.

## 갤러리

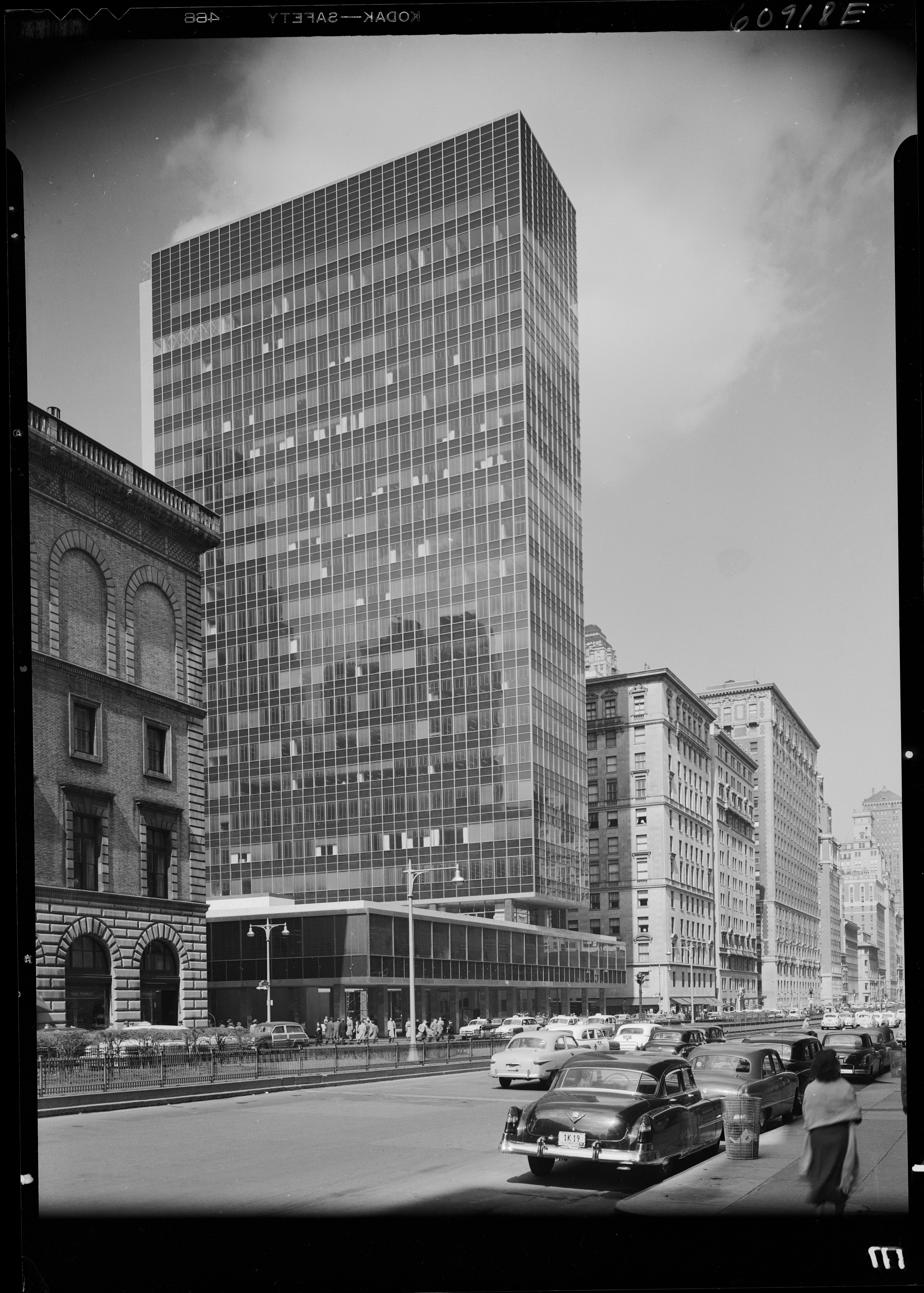
1952년에 촬영한 레버 하우스
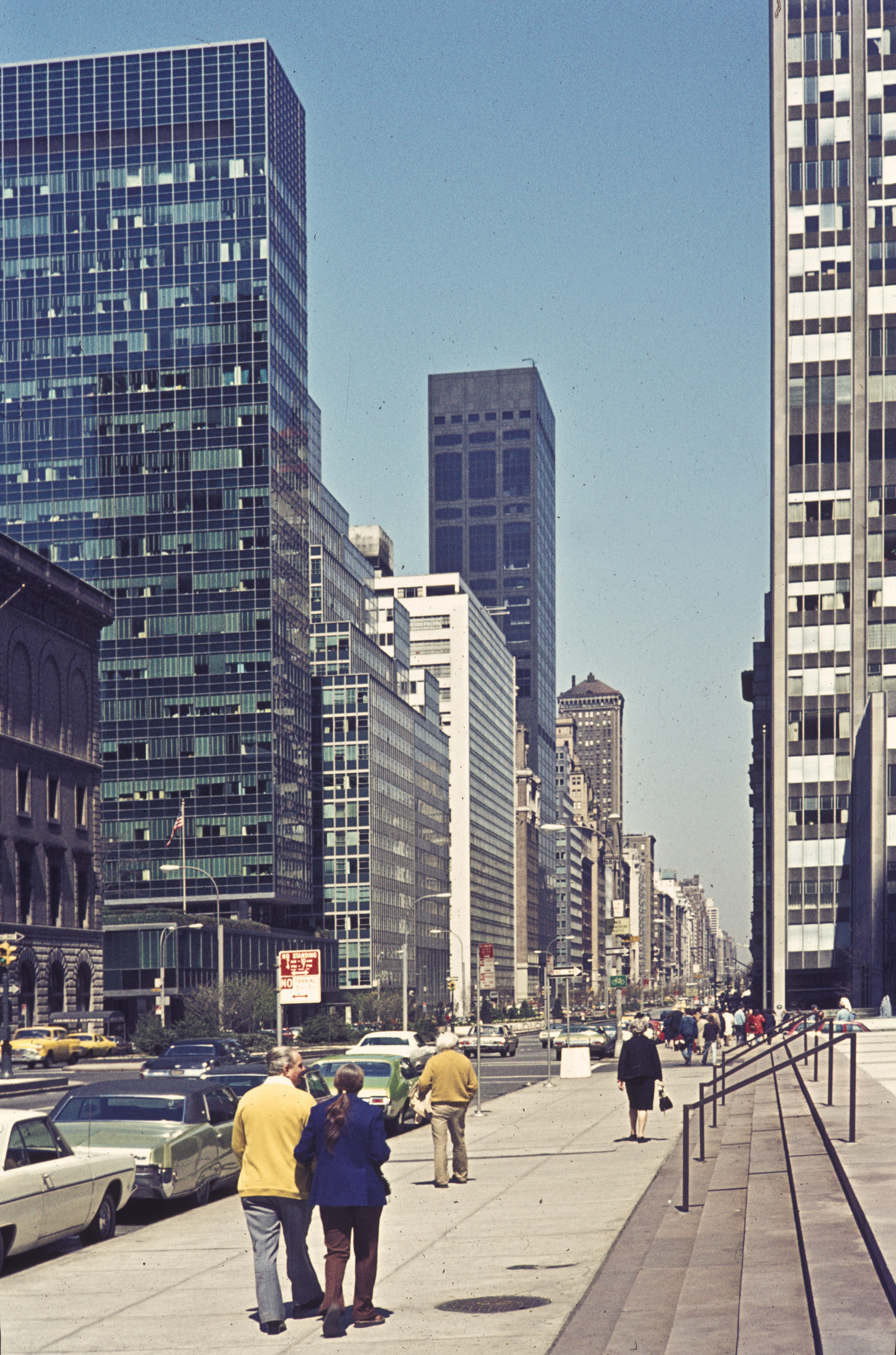
1973년에 촬영한 53번가와 레버 하우스(좌측 건물)
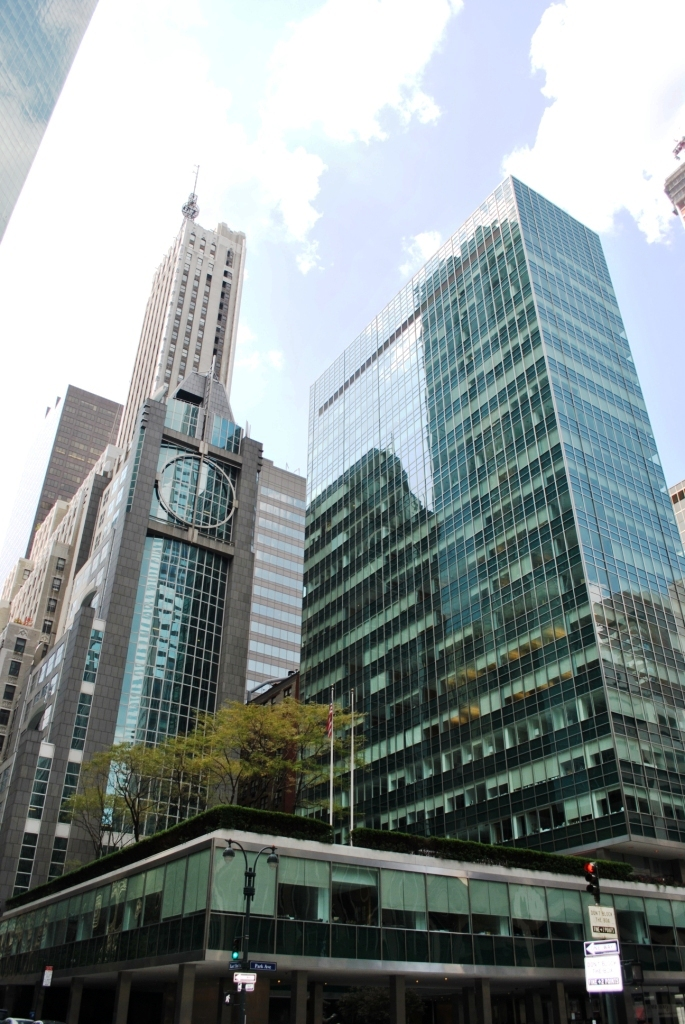
레버 하우스 전경
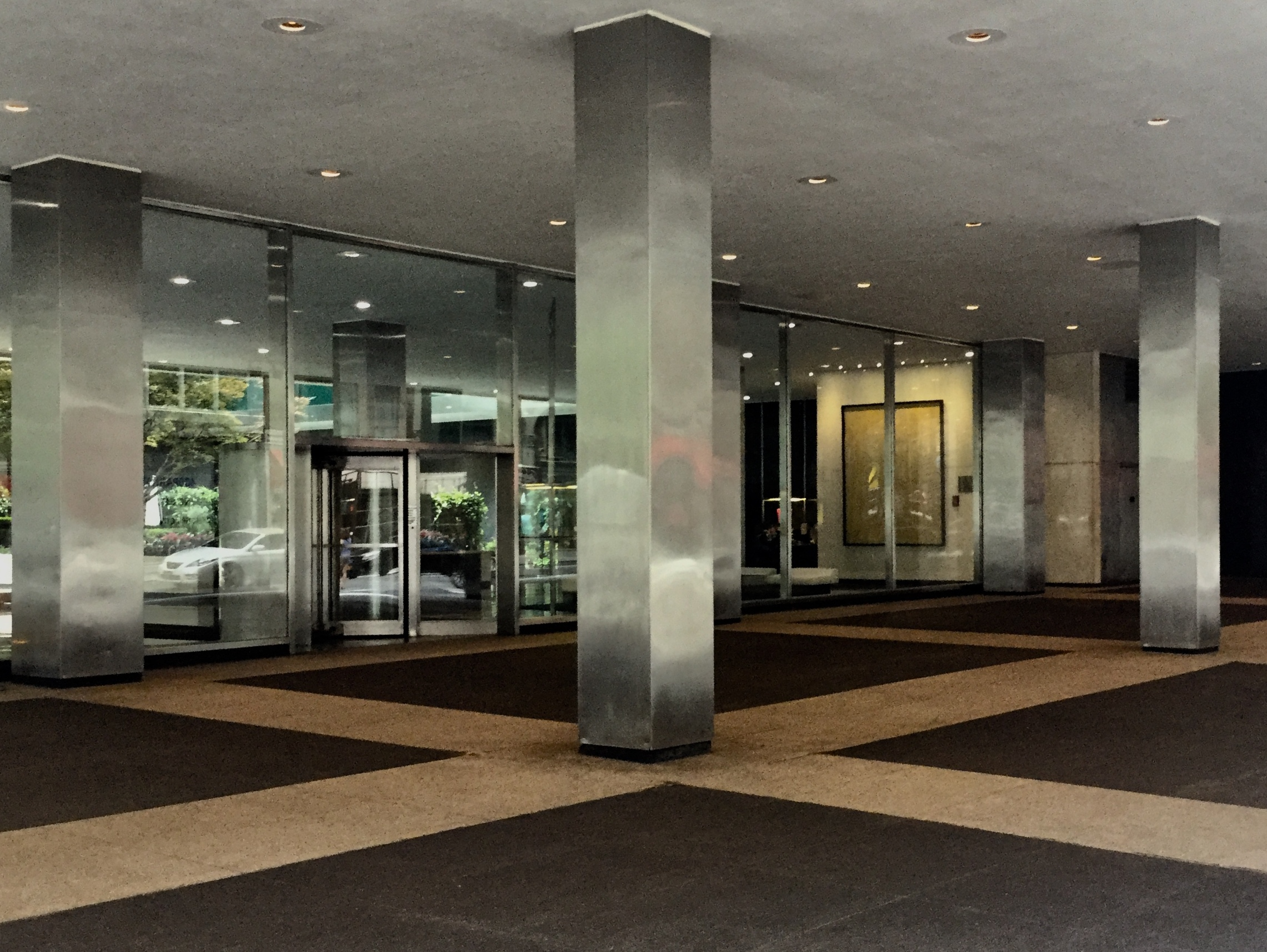
레버하우스 1층 로비
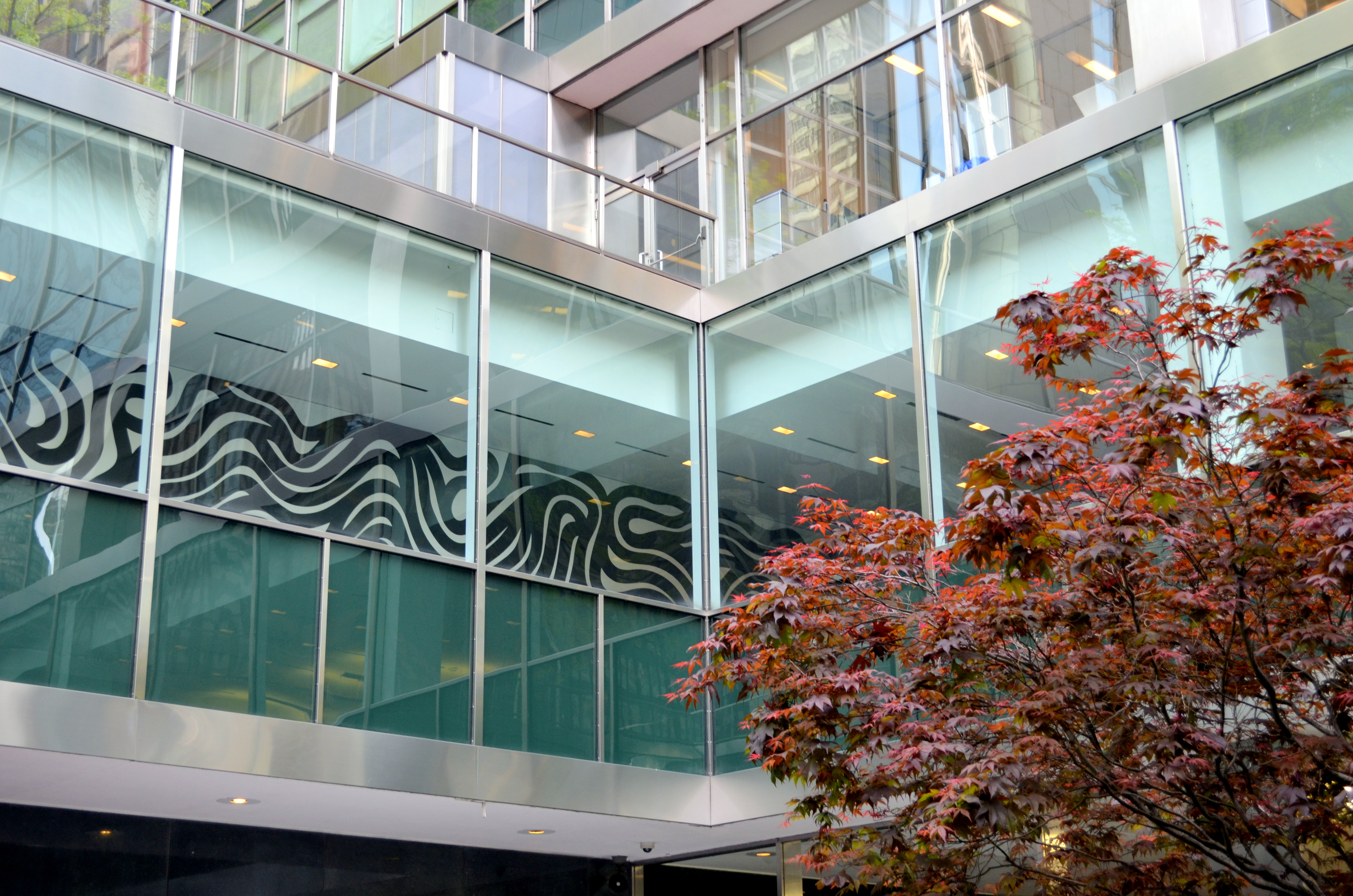
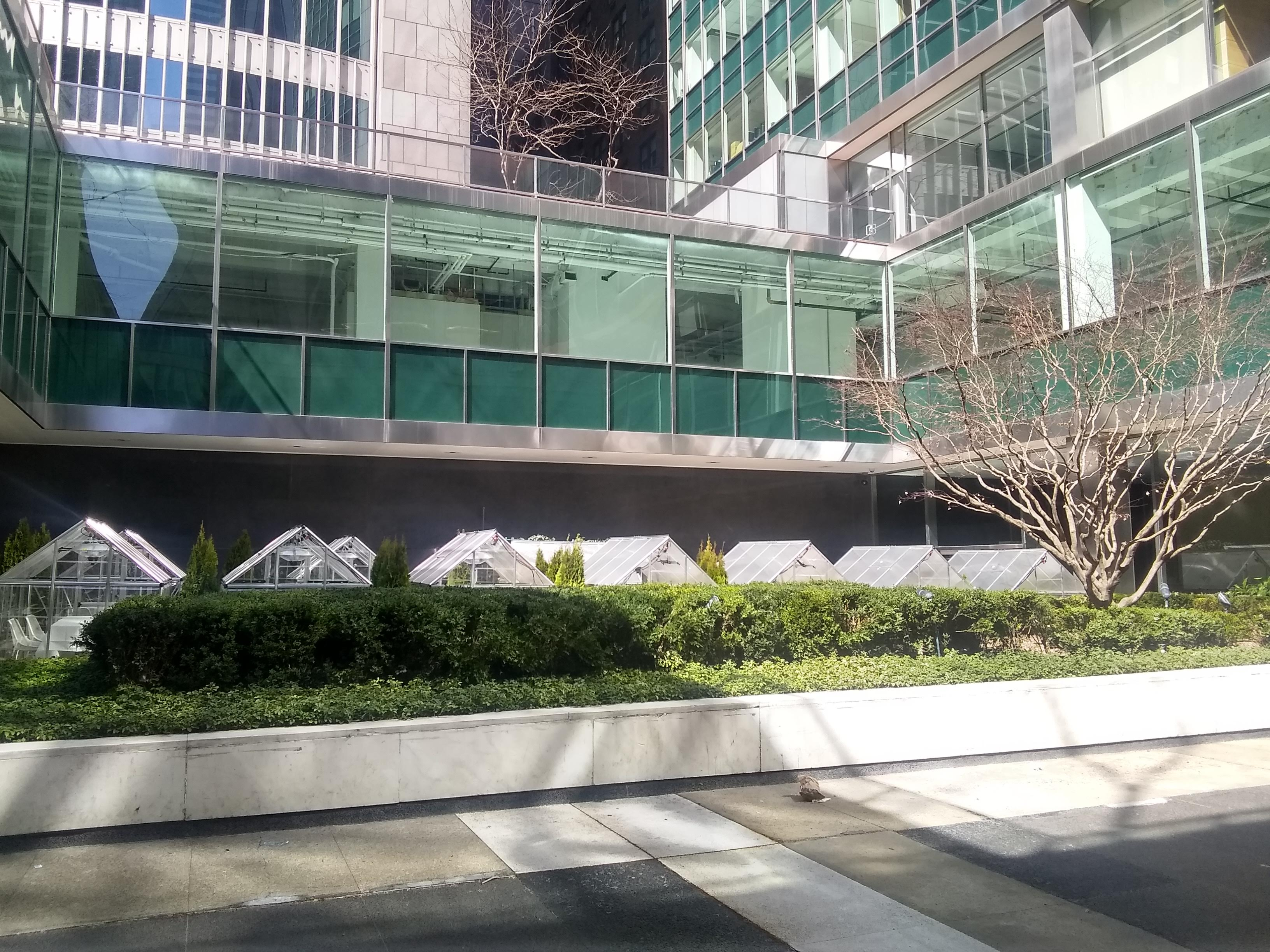